# Регламент про права авіапасажирів
Регла́мент про права́ авіапасажи́рів 2004 ро́ку (Регламент (ЄС) № 261/2004) — нормативно-правовий акт Європейського Союзу, який встановлює загальні правила щодо компенсації та допомоги пасажирам у разі відмови в посадці, скасування рейсу або тривалої затримки польотів. Він вимагає компенсації від 250 до 600€ залежно від відстані рейсу за затримку принаймні на три години, скасування або відмову в посадці через надмірне бронювання. Затримки менше ніж три години означають відсутність права на будь-яку компенсацію, навіть якщо затримку було класифіковано як ненадзвичайну. Авіакомпанії повинні забезпечити прохолодні напої та проживання, якщо це необхідно. Суд Європейського Союзу чітко витлумачив права пасажирів, тому практично немає винятків для авіакомпаній, які хотіли б ухилятися від своїх зобов’язань через порушення контракту.
Він скасував Регламент (ЄЕС) № 295/91 та набрав чинности 17 лютого 2005 року.

## Застосовність
Правила поширюються на будь-якого пасажира (-ку):
- виліт з аеропорту, розташованого на території держави-члена, до якої застосовується Договір;
- виліт із держави-члена ЄС/ЄЕЗ, або
- подорож до держави-члена ЄС/ЄЕЗ на авіакомпанії, що базується в країні-члені ЄС/ЄЕЗ.

якщо ця особа:
- має підтверджене бронювання на рейс, і
- прибула вчасно для реєстрації, як зазначено у квитку або в повідомленні від авіакомпанії, або, якщо час не вказано, не менше ніж за 45 хвилин до запланованого часу вильоту рейсу

або
- був переведений з рейсу, на який він/вона мали бронювання, на інший рейс.

Регламент не застосовується щодо польотів на вертольотах, будь-яких польотів, які не виконуються літаками, а також польотів з аеропорту Ґібралтару. Хоча Ісландія, Норвегія, Сполучене Королівство та Швейцарія не є членами ЄС, регламент поширюються на рейси до та з цих держав.

## Відмовлення в посадці
Перш ніж мимовільно відмовити пасажирам у посадці, авіакомпанія повинна спочатку знайти добровольців, які б відмовилися від бронювання в обмін на будь-яку вигоду, про яку домовилися авіакомпанія та волонтери. Незалежно від таких переговорів, такі волонтери також мають право на відшкодування або зміну маршруту.
Якщо не буде зібрано достатньо добровольців, авіакомпанія може примусово відмовити пасажирам у праві на борт свого рейсу. Усім пасажирам, яким так відмовлено, мають бути запропоновані всі три види компенсації та допомоги.
Якщо пасажиру (-ці) відмовлено в посадці з міркувань здоров’я, безпеки або відсутности належних документів, пасажир (-ка) може не мати права на компенсацію чи допомогу.

## Скасування рейсу
У разі скасування рейсу пасажири автоматично отримують право на:
1. зміну маршруту до того самого місця призначення за першої можливости (за порівнянних умов);
2. пізнішу зміну маршруту, за зручністю пасажира, до того самого пункту призначення за порівнянних умов (за наявности місць); або
3. повернення коштів за квиток, а також зворотний рейс до пункту першого відправлення, якщо це необхідно.[8][9]

Будь-яке відшкодування квитка — це ціна, сплачена за невикористаний(і) рейс(и), плюс вартість рейсів, які вже були здійснені у випадках, коли скасування зробило ці рейси марними. У відповідних випадках пасажири також мають право на прохолодні напої, зв'язок та поселення. У разі зміни маршруту до іншого аеропорту, що обслуговує той самий пункт призначення, авіакомпанія повинна оплатити подальше транспортування до початкового аеропорту або найближчого пункту призначення, погодженого з пасажиром. Ці можливості вибору, а також право на освіжаючі напої тощо застосовуються до всіх скасувань, незалежно від того, чи є обставини надзвичайними чи ні.
Авіакомпанія також зобов’язана виплатити грошову компенсацію, якщо не виконується одна з таких умов:
- авіакомпанія повідомляє пасажирів принаймні за два тижні до вильоту
- авіакомпанія повідомляє пасажирів за один-два тижні до вильоту та змінює маршрути пасажирів, щоб вони могли:
  - вилетіти не більш ніж на дві години раніше запланованого часу, а також
  - прибути не більш ніж на чотири години пізніше розкладу
- авіакомпанія повідомляє пасажирів менш ніж за тиждень до вильоту та змінює маршрут пасажирів, щоб вони могли:
  - вилетіти не більш ніж на одну годину раніше запланованого часу, а також
  - прибути не більше ніж на дві години пізніше розкладу
- скасування було спричинено надзвичайними обставинами, яких не можна було уникнути будь-якими розумними заходами.

Авіакомпанія також має надати пояснення пасажирам альтернативного транспорту.

## Типи польотів
Вимоги до права на компенсацію та конкретна сума заборгованости залежать від тривалости рейсу, тоді як відповідна відстань визначається за методом великого кола. Регламент розрізняє три види польотів:
1. Рейси менше 1 500 км (930 миля) на відстані;
2. Рейси в межах ЄС понад 1 500 км (930 миля) на відстань або будь-який інший політ понад 1 500 км (930 миля) але менше 3 500 км (2 200 миля) на відстані;
3. Рейси за межами ЄС понад 3 500 км (2 200 миля) на відстані.

Примітка. У решті цієї статті типи 1, 2 і 3 використовуються для позначення вищезазначених порогових значень.

## Затримки
Пасажири мають право на харчування та зв'язок, якщо очікувана затримка прибуття перевищує:
- дві години, у випадку польоту типу 1,
- три години, у випадку польоту типу 2, або
- чотири години, у випадку польоту типу 3.

Крім того, якщо рейс планується відправитися на наступний день після початкового запланованого часу вильоту, пасажири мають право на проживання.
У разі затримки рейсу на п'ять годин пасажири додатково мають право відмовитися від поїздки та отримати відшкодування за всі невикористані квитки. Вони також можуть вимагати повернення коштів за квитки, які вже використали, якщо рейс більше не відповідає їхнім початковим планом подорожі, і, якщо це необхідно, повернення рейсу до початкового пункту відправлення за першої нагоди.
Затримка рейсу ґрунтується на запланованому часі прибуття. Це є моментом відкриття дверей літака, а не момент його приземлення.
Хоча це не зазначено в тексті регламенту, серія судових справ створила правило, згідно з яким у разі затримки прибуття більше ніж на 3 години пасажири мають право на грошову компенсацію, якщо затримка не спричинена надзвичайними обставинами. На відміну від прав на напої, зв’язок або проживання, цей 3-годинний поріг не залежить від відстані польоту.
У жовтні 2017 року Суд Справедливости підтвердив тлумачення CAA Сполученого Королівства про те, що кінцевий пункт призначення повинен бути включений до загальної затримки. Це означає, що якщо пасажир пропускає стикування за межами ЄС і затримується довше, ніж час, зазначений вище, навіть якщо затримка рейсу, що вилітає з ЄС, була меншою за вказаний вище час, буде використано загальну затримку та не тільки затримка виходу з ЄС.

## Компенсація та допомога
Є три широкі категорії, за якими авіакомпанії можуть бути зобов’язані здійснювати платежі або іншим чином допомагати пасажирам у випадках затримки, зміни/скасування рейсу або відмови в посадці.

### Грошова компенсація
Якщо вимоги щодо компенсації виконані, стаття 7 Регламенту (ЄС) № 261/2004 зобов’язує перевізника, що працює, запропонувати кожному пасажиру одноразову виплату в розмірі:
1. 250€ у випадку рейсу типу 1;
2. 400€ у випадку польоту типу 2;
3. 600€ випадку польоту типу 3.[20]

Якщо пасажира було перенаправлений через скасування або відмову в посадці, зазначені вище суми сплачуються, якщо фактичний час прибуття пасажира перевищує запланований час прибуття його початково заброньованих рейсів на дві/три/чотири години для рейсів типу 1/2/3 відповідно. Але якщо зміна маршруту перевищує час прибуття лише менше, ніж ці пороги, половина вказаних сум виплачується як компенсація.
Зазначені грошові виплати служать лише для компенсації незручностей мандрівника та не замінюють і не є частиною будь-яких потенційних відшкодувань за невикористані квитки, марні поїздки, додаткові транспортні витрати, харчування та проживання.
Авіакомпанії не зобов’язані надавати грошову компенсацію у разі надзвичайних обставин, яких не можна було уникнути, навіть якщо авіакомпанія вжила всіх розумних запобіжних заходів, відповідно до статті 5, параграф 3.

### Зміна маршруту або повернення коштів
Зміна маршруту або повернення коштів, на вибір пасажира, є одним із наступних трьох видів відшкодування:
1. Відшкодування вартости невикористаних авіаквитків, а також використаних квитків, якщо рейс(и) більше не слугують жодній меті щодо початкового плану подорожі пасажира, і, якщо це можливо, рейс назад до початкового пункту відправлення при першій нагоді;
2. Зміна маршруту за аналогічних умов до кінцевого пункту призначення за першої нагоди;
3. Зміна маршруту на аналогічних умовах до кінцевого пункту призначення на вільний час пасажира за наявности вільних місць.

Якщо місцем призначення пасажира є аеропорт у місті з кількома аеропортами, і зміна маршруту призводить до того, що пасажира доставляють до іншого з цих аеропортів, авіакомпанія також повинна оплатити транспортування пасажира до початкового запланованого аеропорту або узгодженого найближчого пункту призначення.

### Відпочинок, зв'язок та поселення
Коли пасажири отримують право на допомогу, їм необхідно безкоштовно запропонувати:
- Харчування та напої пропорційно часу очікування;
- Два телефонних дзвінка, факс чи телекс або електронні листи;
- Розміщення в готелі та транспортування між аеропортом і готелем, якщо необхідне перебування на одну або більше ночей або додаткове перебування до запланованого пасажиром;

У разі затримки авіакомпанія може відкликати або скасувати ці права, якщо їх надання призведе до подальшої затримки рейсу.

## Підвищення та зниження класу
Якщо пасажира розміщують у класі вищому, ніж той, на який був придбаний квиток, авіакомпанія не може вимагати жодної додаткової оплати.
У разі розміщення пасажира в нижчому класі, ніж той, на який був придбаний квиток, авіакомпанія повинна повернути 30/50/75% вартости квитка для рейсів типу 1/2/3. Для цілей цієї умови рейси до заморських департаментів Франції не вважаються такими, що здійснюються в межах Європейського Союзу. У справі Суду Справедливости 2016 року «Меннен проти Еміратів», переданій Окружним судом Дюссельдорфа, було постановлено, що у разі, якщо квиток покривав кілька рейсів і не включав вартість кожного рейсу окремо, відсоток повернення повинен був ґрунтуватися на відстані відповідного рейсу, поділеному на спільну відстань, на яке пасажир має право пролетіти. З розрахунку можна виключити податки та збори, що не залежать від класу придбаного квитка.

## Повернення коштів
Відшкодування та компенсації, що підлягають сплаті згідно з регламентом, можуть бути сплачені готівкою, електронним банківським переказом, банківським векселем або чеком. За підписаною згодою пасажира, вони також можуть бути оплачені туристичними ваучерами або іншими послугами.

## Обов'язок сповіщати пасажирів
Авіакомпанії зобов’язані вивішувати повідомлення на своїх стійках реєстрації, у якому зазначено:
|  | Якщо вам відмовили в посадці або якщо ваш рейс скасовано чи затримано принаймні на дві години, попросіть біля стійки реєстрації або виходу на посадку текст із зазначенням ваших прав, зокрема щодо компенсації та допомоги. |

Крім того, якщо авіакомпанія скасовує рейс, відмовляє особі в посадці або має затримку рейсу більше ніж на дві години, вона зобов’язана надати кожному постраждалому пасажиру письмове повідомлення з викладенням його прав згідно з положенням та контактну інформацію національний орган, якому доручено забезпечити дотримання регламенту.

## Судові справи
У справі Валлентін-Герман проти Alitalia—Linee Aeree Italiane SpA (Справа C-549/07) від 22 грудня 2008 року Суд Справедливости у Люксембурзі ухвалив рішення щодо тлумачення статті 5 регламенту, що стосується скасування, зокрема пункт 3, який говорить:
Діючий авіаперевізник не зобов'язаний виплачувати компенсацію відповідно до статті 7, якщо він може довести, що скасування викликано надзвичайними обставинами, яких неможливо було уникнути, навіть якби було вжито всіх розумних заходів.
Суд погодився з Валлентіном-Германном, що будь-які технічні проблеми під час технічного обслуговування літака не є «надзвичайними обставинами», які дозволять авіакомпаніям уникнути виплати пасажирам компенсації за скасовані рейси. Таким чином, ця справа закрила лазівку, яка дозволяла авіакомпаніям зловживати шляхом несерйозного тлумачення «технічних чи надзвичайних обставин»; це ще більше визначило фразу та обмежило її використання. Визначення «технічних та/або надзвичайних обставин», дане Судом, залишається твердим: будь-який перевізник повинен довести, що передбачувана механічна проблема, яка призвела до скасування, була «поза його фактичним контролем». У своєму рішенні Четверта палата Суду постановила:
Термін «надзвичайні обставини» не був визначений у Регламенті 2004 року, однак цю фразу слід тлумачити вузько, оскільки стаття 5(3) була відступом від принципу захисту споживачів, зазначеного в пунктах 1 і 2 преамбули, оскільки скасування рейсів завдавало пасажирам серйозних незручностей.
Однак те, що насправді міститься в концепції визначення того, що знаходиться всередині або поза «фактичним контролем авіаперевізника», не зрозуміло і є предметом судового розгляду в багатьох державах ЄС.

Крім того, в об’єднаних справах Стерджен проти Condor та Бок проти Air France (C-402/07 та C-432/07), Четверта палата Суду Справедливости 19 листопада 2009 року постановила, що незважаючи на відсутність прямого положення Регламенту щодо компенсації пасажирам за затримку, тепер пасажири мають право на компенсацію, як зазначено в статті 7, за будь-яку затримку три години за умови, що авіаперевізник не може обґрунтувати надзвичайні обставини.
«Статті 5, 6 та 7 Регламенту ЄС 261/2004 слід тлумачити як такі, що означають, що пасажири, чиї рейси затримуються, можуть розглядатися з метою застосування права на компенсацію як пасажири, чиї рейси скасовані, і, таким чином, вони можуть розраховувати на право на компенсацію, викладену у статті 7 Регламенту, якщо вони понесли через затримку рейсу втрату часу, що дорівнює або перевищує три години, тобто якщо вони прибувають до кінцевого пункту призначення через три години або більше після часу прибуття, спочатку запланованого авіаперевізником».
Четверта палата також постановила, що під визначення «надзвичайних обставин» не слід включати технічні несправності всередині літака, і тому авіаперевізник не може покладатися на технічну несправність усередині літака як захист від обґрунтованої претензії відповідно до Регламенту, якщо ця проблема не виникає внаслідок подій, які за своїм характером або походженням не є притаманними нормальному здійсненню діяльности відповідного авіаперевізника та знаходяться поза його фактичним контролем.
Рішення у справі Sturgeon було підтверджено в рішенні Суду Справедливости від 23 жовтня 2012 року у справі «Нельсон проти Deutsche Lufthansa AG та R (TUI Travel, British Airways, easyjet та IATA) проти Управління цивільної авіації.
У справі Denise McDonagh проти Ryanair Ltd (C-12/11) третя палата Суду Справедливости постановила, що природні катаклізми, такі як виверження ісландського вулкана Ейяф’ятлайокутль і подальша хмара вулканічного попелу в 2010 році, які закрити більшість європейських повітряних перевезень, дійсно є «надзвичайними обставинами», які звільняють авіаперевізників від зобов’язання виплатити компенсацію, але не існує такої категорії, як «надзвичайні обставини», які звільняли б їх від обов’язку надавати догляд. Згідно з рішенням суду, за авіаперевізниками залишився обов’язок дбайливого ставлення до пасажирів згідно зі ст. 5 і 8 регламенту під час закриття європейського повітряного простору, і це зобов’язання не має часових чи грошових обмежень.
У справі Jet2 проти Huzar Апеляційний суд Англії постановив 11 червня 2014 року, що «звичайні технічні проблеми, які спричиняють перебої в польоті, такі як відмова компонентів і загальний знос, не слід вважати «надзвичайними обставинами». Таким чином, загальні технічні несправності, виявлені під час звичайних перевірок технічного обслуговування перед відправленням, як правило, не вважаються надзвичайними обставинами.

4 вересня 2014 року у справі Germanwings GmbH проти Ронні Геннінґа (C-452/13) дев’ята палата Суду Справедливости постановила, що:
Поняття «час прибуття», яке використовується для визначення тривалості затримки, яку зазнали пасажири рейсу, відноситься до моменту, коли відкривається хоча б одне з дверей літака, при цьому передбачається, що пасажирам дозволено покинути літак.
Germanwings спочатку відмовився виплатити пасажиру компенсацію, аргументуючи це тим, що літак затримався на 2 години 58 хвилин, коли він торкнувся землі.

У вересні 2015 року Суд Європейського Союзу виніс рішення щодо справи C-257/14:
Навіть у разі скасування рейсу через непередбачені технічні проблеми авіаперевізники зобов’язані компенсувати пасажирам. Однак певні технічні проблеми, що виникли, зокрема, внаслідок прихованих виробничих дефектів, що впливають на безпеку польотів, або актів саботажу чи тероризму, можуть звільнити авіаперевізників від їх обов’язку виплачувати компенсацію.
Пілоти SAS оголосили страйк у квітні 2019 року після зриву переговорів про зарплату. Reuters повідомляли про скасування понад 1200 рейсів. SAS постійно заперечувала можливість виплат компенсацій постраждалим пасажирам, стверджуючи, що страйк був поза їхнім контролем. Технічно SAS стверджував про надзвичайні обставини (ст. 5 (3) Рег. (ЄС) № 261/2004)). Суд Справедливости швидко відхилив цей аргумент. Страйки «відносяться до звичайного управління діяльністю перевізника»; також «роботодавець певною мірою зберігає контроль над подіями». Однак це не стосується страйків персоналу третьої сторони (наприклад, страйк диспетчерів)». Підсумовуючи, пасажири мають право на компенсацію, якщо їхній рейс було зірвано через страйк персоналу авіакомпанії.
У об’єднаних справах від C-156/22 до C-158/22 проти TAP Portugal Суд Справедливости постановив, що смерть пілота під час виконання польоту не вважалася надзвичайними обставинами, оскільки відсутність члена персоналу «становить подія, властива нормальному здійсненню діяльности цього перевізника».

## Посередники
Загальні труднощі з поданням претензій безпосередньо до авіакомпаній призвели до появи онлайн-посередників, які працюють за принципом «no-win, no fee», тобто без комісії на випадок непередбачуваних обставин. Усі вони допомагають подавати позови проти авіакомпаній, включаючи звернення до суду, якщо це необхідно.
У відповідь авіакомпанії неодноразово критикували таких посередників за те, що вони змушують авіакомпанії нести додаткові витрати, які потім перекладаються на пасажирів у вигляді підвищення цін на квитки. Наприклад, у відповідь на додатковий тиск, спричинений збільшенням кількости позовів згідно з директивою ЄС 261 в останні роки, у 2011 році Ryanair запровадила додатковий збір у розмірі 2,00€ за квиток, щоб компенсувати потенційні додаткові витрати. У 2013 році вона збільшила цей збір до 2,50€.

## Brexit і британські споживачі
Готуючись до Brexit, уряд Сполученого Королівства оголосив, що вже у 2018 році адаптує авіаційне законодавство ЄС, які безпосередньо застосовуються, у законодавство Сполученого Королівства у своїй Білій книзі про великий законопроєкт про скасування   Отже, акт про вихід з Європейського Союзу 2018 року, який набув чинности 30 грудня 2020 року, зберіг європейські закони, такі як Регламент (ЄС) № 261/2004, які діяли в Сполученому Королівстві до його виходу. У результаті регламент про компенсацію за польоти були перенесені у внутрішнє законодавство Сполученого Королівства до закінчення перехідного періоду. Таким чином, хоча сам Регламент (ЄС) № 261/2004 більше не застосовується до рейсів, що відправляються в Сполучене Королівство з 1 січня 2021 року, його новий еквівалент у британському законодавстві (UK261) підпорядковує британським перевізникам та іншим авіакомпаніям, штаб-квартири яких не розташовані в Європи до подібних положень щодо цих маршрутів. Зокрема, UK261 передбачає, що він застосовується до всіх рейсів, що відправляються з Сполученого Королівства, рейсів перевізників Сполученого Королівства та ЄС, які прибувають до Сполученого Королівства, і рейсів перевізників Сполученого Королівства, які прибувають до ЄС, якщо пасажир не подав заявку за аналогічним режимом в іншому місці.

## Майбутнє
У 2013 році Європейська комісія запропонувала низку змін до регламенту, які ще не були прийняті станом на 2021 рік:
- Авіакомпанії будуть зобов'язані повідомляти пасажирів про затримку рейсів протягом 30 хвилин після запланованого часу вильоту
- Визначення «надзвичайних обставин» буде додатково уточнено, щоб включати стихійні лиха або страйки диспетчерів, а також виключити технічні проблеми, виявлені під час планового технічного обслуговування
- Щодо компенсації за тривалі затримки, яка ніколи не була прямо зазначена в початковому регламенті, але додана Судом Справедливости, порогове значення становить п’ять годин для рейсів типу 1 і 2, 9 годин для рейсів типу 3 до 6,000 км (3,728 миля), а для довших рейсів буде встановлено 12 годин.
- Право на частування та спілкування набуває чинности через дві години, незалежно від тривалости польоту.
- Буде додано чітке право на напої, спілкування, розміщення та допомогу в тих випадках, коли пасажири затримуються в кінцевому пункті призначення через пізнє прибуття стикувальних рейсів.
- Авіакомпанії будуть зобов’язані перенаправляти пасажирів іншим перевізником, якщо вони не зможуть прийняти їх самостійно протягом 12 годин після запланованого часу вильоту.
- Авіакомпанії будуть зобов’язані надавати пасажирам доступ до туалетів, питної води, кондиціонерів і медичної допомоги після затримки на польоті на одну годину або більше та прохолодні напої через дві години, а також дозволяти пасажирам висаджуватися після затримки на зльоті на п’ять годин або більше.
- Перенесення рейсу протягом двох тижнів до часу його відправлення дає ті ж права, що й скасування.
- Пасажири матимуть право на безкоштовне виправлення неправильно написаних імен, за винятком випадків, коли це необхідно протягом 48 годин до відправлення.
- Авіакомпанії повинні будуть надати пасажирам повну компенсацію за втрачене або пошкоджене під час польоту обладнання для пересування, якщо його вартість була оголошена під час реєстрації. За це не може стягуватися плата.
- Форми повинні бути надані в аеропорту клієнтам, які бажають подати скаргу, і вони повинні бути прийняті як дійсні претензії згідно з положенням.
- Авіакомпанії будуть зобов'язані приймати невеликі музичні інструменти як ручну поклажу та публікувати умови, за яких вони прийматимуть більші інструменти.
- Авіакомпанії будуть зобов’язані чітко інформувати пасажирів про обмеження в салоні та зареєстрованому багажі під час бронювання та в аеропортах.
- Авіакомпанії не будуть зобов’язані оплачувати проживання пасажирів протягом більше ніж трьох ночей у разі серйозних перебоїв поза їх контролем, що призведе до затримок або скасування, за винятком пасажирів з обмеженою мобільністю, пасажирів, які їх супроводжують, неповнолітніх без супроводу, вагітних жінок і пасажирів з особливими медичними потребами. Окрім цих типів пасажирів, затримки та скасування рейсів менше ніж 250 км (160 миля) і на літаках із кількістю місць менше ніж 80 більше не дає права на проживання.
- Авіакомпанії та аеропорти повинні будуть підготувати плани на випадок непередбачених ситуацій для пасажирів, які застрягли внаслідок масштабних збоїв.